# Micrognathozoa
Micrognathozoa zijn een stam van dieren waarvan tegenwoordig slechts een enkele soort bekend is; Limnognathia maerski.
De stam werd voor het eerst gedefinieerd in 2000 door Kristensen en Funch, het is een van de meest recentst beschreven hogere diergroepen. De Micrognathozoa zijn het nauwst verwant aan de tandmondwormen (Gnathostomulida) en de raderdieren (Rotifera), die eveneens tot de groep Gnathifera behoren. Omdat Limnognathia maerski kenmerken heeft die uniek zijn in de dierenwereld kon de soort niet worden ondergebracht in een al bestaande diergroep en werd een aparte orde toegewezen.
Micrognathozoa zijn zeer kleine, platwormachtige diertjes van ongeveer een halve millimeter lang. Ze hebben een duidelijke verdeling in verschillende lichaamsdelen, zoals een kopdeel, een middendeel en een achterdeel. Deze laatste is als een soort harmonica in- en uittrekbaar wat gebruikt wordt voor de voortbeweging. De enige bekende soort, Limnognathia maerski, werd aangetroffen in zoetwater op Qeqertarsuaq, een van de eilanden aan de westkust van Groenland.
De wetenschappelijke naam Micrognathozoa betekent vrij vertaald 'kleinkakigen', en slaat op de complexe kaakstructuur die bestaat uit vijftien verschillende onderdelen. Deze zijn met weefsels met elkaar verbonden, het geheel bestaat uit 32 verschillende bewegende delen. De kaken hebben spieren die lijken op die van hogere organismen, zoals zoogdieren en insecten.
Bij het opnemen van voedsel worden enkele kaakdelen, die wel iets weg hebben van armen met handen, uit de kop gestoken om het voedsel te bewerken. Onverteerbaar voedsel wordt weer door de mond uitgescheiden en ook hierbij worden de kaakdelen uitgestoken.